# Erik Bukowski
Erik Marcin Bukowski (Berlino, 18 novembre 1986) è un pallanuotista tedesco.
Milita nel Waspo Hannover.
Cresciuto nello Spandau Berlino, con cui ha conquistato sette titoli e sette coppe nazionali in otto stagioni, passa alla squadra di Hannover nel 2013.
Anche il padre Piotr è stato un pallanuotista, due volte olimpionico.

## Palmarès

### Club
- Campionato tedesco: 8

Spandau: 2004-05, 2006-07, 2007-08, 2008-09, 2009-10, 2010-11, 2011-12
Waspo: 2017-2018
- Coppa di Germania: 9

Spandau: 2004-05, 2005-06, 2006-07, 2007-08, 2008-09, 2010-11, 2011-12
Waspo: 2016-2017, 2017-2018